# Giuseppe Chiappella
Giuseppe Chiappella, né le 28 septembre 1924 à San Donato Milanese en Lombardie, et mort le 26 décembre 2009 à Milan en Lombardie, est un footballeur international italien actif de 1946 à 1960 au poste de défenseur (avant de devenir ensuite entraîneur).
Il compte dix-sept sélections en équipe nationale entre 1953 et 1957, et 329 matchs de Serie A pour 5 buts.

## Biographie

### Carrière internationale
Giuseppe Chiappella reçoit sa première sélection avec l'équipe d'Italie lors de sa période à la Fiorentina le 13 novembre 1953, à l'occasion d'un match des éliminatoires de la Coupe du monde 1954 contre l'Égypte au Caire (victoire 2-1).
Il porte dix-sept fois le maillot de l'équipe nationale d'Italie entre 1953 et 1957, sans inscrire de but.

## Palmarès

### En tant que joueur
- Avec la Fiorentina :
  - Champion d'Italie en 1956

### En tant qu'entraîneur
- Avec la Fiorentina :
  - Vainqueur de la Coupe d'Europe des vainqueurs de coupes en 1961
  - Vainqueur de la Coupe Mitropa en 1966
  - Vainqueur de la Coupe d'Italie en 1961 et 1966

### Distinctions individuelles
- Meilleur entraîneur de Serie A[2] en 1966.